# Bai (Nepal)
Bai is een dorpscommissie dorpscommissie (Engels: village development committee, afgekort VDC; Nepalees: panchayat) in het Nepalese district Bajura (zone Seti). Bij de volkstelling van 2011 telde Bai 3383 inwoners.